# 服部拓也
服部 拓也（はっとり たくや、1944年6月17日 - ）は、日本の技術者、実業家。東京電力副社長を経て、現在日本原子力産業協会理事長、原子力国際協力センター理事長。

## 経歴・人物
- 大阪府出身
- 1968年3月 東京大学工学部卒業
- 1970年3月 同大学大学院工学系研究科修士課程修了
- 1970年4月 東京電力株式会社入社
- 1986年7月 原子力発電部原子力技術課長
- 1991年2月 柏崎刈羽原子力建設所次長
- 1993年7月 原子力発電部副部長
- 1995年7月 原子力業務部副部長（原子力企画担当）
- 1996年6月 原子力計画部長
- 2000年6月 取締役福島第一原子力発電所長兼原子力本部福島第一原子力調査所長
- 2002年6月 取締役原子力本部副本部長
- 2003年6月 常務取締役原子力本部副本部長
- 2004年1月 常務取締役原子力本部副本部長兼原子力技術部長兼技術開発本部副本部長
- 2004年6月 常務取締役技術開発本部長
- 2005年6月 取締役副社長[1]
- 2006年6月 東京電力取締役を辞任[2]
- 2006年6月 一般社団法人日本原子力産業協会副会長
- 2007年9月 一般社団法人日本原子力産業協会理事長（現職）
- 2009年3月 一般財団法人 原子力国際協力センター理事長（現職）[3]
- 2010年 公益社団法人日本工学教育協会会長[4]

東京電力で一貫して原子力部門の中枢を歩む。原子力を中心とした日本のエネルギー政策の充実、競争力のある原子力メーカーを生かした海外戦略を主張している。
2011年8月24日、衆議院外務委員会に参考人として出席し、福島第一原子力発電所事故について「地震、津波ということがあっても、原子力の場合、想定外ということは事故の性格から言って許されない」「大いに反省している」「福島での勤務が長かった者として、福島の地元のみなさまに大変申し訳ない気持ちでいっぱい」等と述べた。
2012年3月まで、東京電力顧問（有給）を務めた。

## 論文・著作
- CiNii検索論文・記事